# Kernen im Remstal
Kernen im Remstal là một thị xã nằm ở huyện Rems-Murr, thuộc bang Baden-Württemberg, Đức.